# Liste der sächsischen Gesandten in den Niederlanden
Liste der sächsischen Gesandten in den Niederlanden.

## Missionschefs

### Kur-Sächsische Gesandte
1649: Aufnahme diplomatischer Beziehungen
- 1649–1664: Martin Tancke[1] (1605–1675)
- 1668–1683: vakant
- 1683–1683: Albrecht Friedrich von Hünicke († 1704); außerordentlicher Gesandter
- 1683–1685: Emanuel Willius (1650–1758), Geschäftsträger
- 1685–1691: vakant
- 1691–1692: Wolf Abraham von Gersdorff (1662–1719), Resident
- 1693–1694: Otto Heinrich von Friesen (1654–1717), außerordentlicher Gesandter
- 1697–1719: Wolf Abraham von Gersdorff (1662–1719), außerordentlicher Gesandter
- 1697–1698: Christoph Dietrich von Bose der Jüngere (1664–1741), außerordentlicher Gesandter
- 1707–1710: Peter Robert Taparelli von Lagnasco (1659–1735), außerordentlicher Gesandter
- 1710–1713: Georg Graf von Werthern (1663–1721), Ministre plénipotentiaire
- 1719–1721: Philipp von Stosch (1691–1757), im Haag nicht bekannt
- 1721–1750: Claude de Brosse (1669/1670–1750), Bevollmächtigter Minister und Gesandter
- 1750–1750: Johann Arnold Ernst (–1791), Geschäftsträger
- 1750–1766: Johann Heinrich Kauderbach (1707–1785), Resident, ab 1759 Ministre
- 1766–1780: Jean Pierre Isaaq Dubois (1722/1723–1780), Geschäftsträger
- 1779–1791: Karl Wilhelm von Martens (1751–1794), Geschäftsträger

...

### Königlich Sächsische Gesandte
...
- 1830–1832: Karl von Einsiedel (1770–1841) Resident in München
- 1832–1862: vakant
- 1862–1874: Oswald von Fabrice (1820–1898), Resident in Brüssel